# Nicolas-Born-Preis
De Nicolas-Born-Preis van de deelstaat Nedersaksen is een literatuurprijs, die sinds 2000 ter nagedachtenis van de auteur Nicolas Born uitgereikt wordt. Met deze prijs worden "uitstekende schrijvers met een relatie tot Nedersaksen" ("herausragende Schriftsteller mit Bezug zu Niedersachsen") bekroont. De prijs bestaat uit een geldbedrag van 15.000 Euro.
Naast de hoofdprijs wordt er ook een zogenoemde stimuleringsprijs, uitgereikt ter waarde van 7.500 Euro, en wordt toegekend aan een beginnend auteur.
Deze prijs is een opvolger van de vroegere Kunstpreis des Landes Niedersachsen für Literatur, van 1979 tot 1999 toegekend werd.

## Winnaars
- 2020 Judith Schalansky, debuutprijs Thilo Krause
- 2018 Christoph Ransmayr, debuutprijs Lisa Kreißler
- 2017 Franzobel, debuutprijs Julia Wolf
- 2016 Ulrike Draesner, debuutprijs Joachim Meyerhoff
- 2015 Lukas Bärfuss, debuutprijs Daniela Krien
- 2014 Geen uitreiking
- 2013 Gerhard Henschel, stimuleringsprijs Florian Kessler
- 2012 Jan Peter Bremer, stimuleringsprijs  Jan Brandt
- 2011 Peter Waterhouse, stimuleringsprijs Sabrina Janesch
- 2010 Gerd-Peter Eigner, stimuleringsprijs Leif Randt
- 2009 Henning Ahrens, stimuleringsprijs Thomas Klupp
- 2008 Hans Pleschinski, stimuleringsprijs Finn-Ole Heinrich
- 2007 Hanns-Josef Ortheil, stimuleringsprijs Rabea Edel
- 2008 Hans Pleschinski, stimuleringsprijs Finn-Ole Heinrich
- 2007 Hanns-Josef Ortheil, stimuleringsprijs, Rabea Edel
- 2006 John von Düffel, stimuleringsprijs Paul Brodowsky
- 2005 Klaus Modick, stimuleringsprijs Jörg W. Gronius
- 2004 Felicitas Hoppe, stimuleringsprijs Franziska Gerstenberg
- 2003 Peter Rühmkorf, stimuleringsprijs Mariana Leky
- 2002 Walter Kempowski, stimuleringsprijs Matthias Jendis
- 2001 Jan Philipp Reemtsma, stimuleringsprijs Frank Schulz en Kirsten John
- 2000 Adam Seide, stimuleringsprijs Henning Ahrens en Jan Peter Bremer

### Kunstpreis des Landes Niedersachsen für Literatur, van 1979 tot 1999
- 1999 Anne Duden
- 1998 Christian Geissler
- 1997 Gerlind Reinshagen
- 1996 Johann P. Tammen
- 1995 Hannelies Taschau
- 1994 Geen uitreiking
- 1993 Achim Bröger, Klaus Stadtmüller, Achim Amme
- 1992 Jutta Sauer, Holger Schwenke, Oskar Ansull, Lutz Flörke
- 1991 Burckhard Garbe, Manfred Hausin, Heinz Kattner, Livius Pundsack
- 1990 Hans Georg Bulla, Wolfgang Hegewald, Werner Kraft, Volkhard App
- 1989 Klaus Modick, Paul Narwal, Wolfgang Rischer, Birgit Kempker
- 1988 Jörn Ebeling, Johann P. Tammen, Angela Hoffmann, Hans Pleschinski
- 1987 Gudula Budke, Anne Duden, Rolf Bier, Herbert Günther
- 1986 Chris Bezzel, Uwe Friesel, Holdger Platta, Karsten Sturm
- 1985 Friedrich-Wilhelm Korff, Dieter P. Meier-Lenz, Klaus Stadtmüller, Sybil Wagener
- 1984 Georg-Oswald Cott, Erich Loest, Adam Seide, Heinz Kattner
- 1983 Oswald Andrae, Hans-Jürgen Fröhlich, Heinrich Goertz, Wolfgang Eschker, Manfred Hausin
- 1982 Hugo Dittberner, Erna Donat, Kurt Morawietz, Wolfgang Bittner, Achim Bröger
- 1981 Hansferdinand Döbler, Gerlind Reinshagen, Rudolf Otto Wiemer, Konstanze Radziwill, Alban Nikolai Herbst, Ronald Schernikau
- 1980 Sigrid Brunk, Heinrich Schmidt-Barrien, Hannelies Taschau, Guntram Vesper, Traute Brüggebors, Günter Müller, Johann P. Tammen
- 1979 Hans-Joachim Haecker, Greta Schoon, Hansjürgen Weidlich